# پیو بیلبائو
پیو بیلبائو (انگلیسی: Pello Bilbao؛ زادهٔ ۲۵ فوریهٔ ۱۹۹۰) دوچرخه‌سوار اهل اسپانیا است.
از باشگاه‌هایی که در آن بازی کرده‌است می‌توان به ایوسکالتل-ایوسکادی، کاخا رورال-سگوروس رخا، و تیم آستانه اشاره کرد.